# Matthew Strazel
Matthew Nelson Strazel (Bourg-la-Reine, 5 de agosto de 2002) é um jogador de basquete francês que atualmente joga pelo AS Monaco que disputa a LNB Elite (França) e a Euroliga.

## Início da vida
Strazel nasceu em Bourg-la-Reine, nos subúrbios ao sul de Paris, em uma família com raízes no departamento ultramarino francês de Guadalupe. Assinou contrato para ingressar nas categorias de base do ASVEL após iniciar sua carreira no clube parceiro, Marne-la-Vallée. Na temporada 2017-18, ele dividiu o tempo entre a equipe sub-18 do clube e o Espoirs Lyon no LNB Espoirs, a liga francesa sub-21, onde saiu do banco. Em 2018-19, ele se tornou um jogador regular do Espoirs, com média de 14,5 pontos, 4,7 assistências e 3,8 rebotes por jogo. Em 6 de maio de 2019, Strazel marcou 44 pontos para o ASVEL Sub-18 na derrota por 110-100 para o JL Bourg Sub-18 durante as semifinais do Campeonato Francês Sub-18.

## Carreira
No dia 31 de julho de 2019, aos 16 anos, Strazel assinou seu primeiro contrato profissional com a ASVEL. Ele fez sua estreia sênior em 6 de outubro, jogando cinco minutos na vitória por 85-76 sobre o Cholet. Em 29 de outubro, Strazel fez sua estreia na EuroLiga, marcando nove pontos com três cestas de três pontos em 13 minutos para ajudar a derrotar o Baskonia por 66-63. Em 10 de março de 2020, ele marcou 17 pontos, o melhor da temporada, na vitória por 95-83 sobre o Mônaco. Em 10 de junho de 2020, Strazel assinou uma prorrogação de contrato com a equipe até 2025, mas saiu em 2022, ao assinar um contrato de três anos com o AS Monaco em 21 de junho de 2022.
Nos Jogos Olímpicos de Verão de 2024, em Paris, conquistou a medalha de prata no torneio masculino do basquetebol, após confronto na final contra a equipe dos Estados Unidos. Ele acertou uma jogada crucial de quatro pontos nos minutos finais do jogo da fase de grupos contra o Japão, o que levou o jogo para a prorrogação em que a França conseguiu vencer.